# Margia Dean
Margia Dean (* 7. April 1922 in Chicago, Illinois als Marguerite Louise Skliris-Alvarez; † 23. Juni 2023) war eine US-amerikanische Schauspielerin und Filmproduzentin griechischer Herkunft. Ihre bis 1964 andauernde Karriere umfasst mehr als 60 Film- und Fernsehproduktionen.

## Leben
Margia Dean wurde 1922 als Marguerite Louise Skliris-Alvarez in Chicago geboren. In jungen Jahren zog sie mit ihrer Familie nach San Francisco, wo sie bereits ab ihrem siebten Lebensjahr als Bühnenschauspielerin tätig war. Unter anderem spielte sie die Rolle der Julia in William Shakespeares Romeo und Julia, wofür sie 1937 mit fünfzehn Jahren den landesweiten Shakespearean Declamation Contest gewann.
Neben der Schauspielerei betätigte sich Dean auch als Model und nahm an Schönheitswettbewerben teil. 1939 konnte sie die Titel der Miss San Francisco und der Miss California gewinnen. 1944 erhielt Dean ihre erste Filmrolle in Casanova in Burlesque. Ihre erste Hauptrolle folgte 1948 in Shep Come Home. 1949 war sie in der kleinen Rolle einer Krankenschwester in Das Erbe von Monte Christo zu sehen.
Zu Margia Deans bekanntesten Rollen zählt die der Judith Carroon in dem 1955 erschienenen Horrorfilm Schock. 1958 spielte sie die weibliche Hauptrolle in dem Western Ambush at Cimarron Pass an der Seite des damals noch unbekannten Clint Eastwood in seiner ersten größeren Rolle. 1961 war Dean als Mara Shepherd in dem Kriegsfilm Flucht aus der Hölle zu sehen. Im selben Jahr folgte eine Nebenrolle in dem in Deutschland gedrehten Zirkusmelodram Die große Attraktion. 1964 beendete sie ihre Schauspielkarriere mit einer Hauptrolle in Moro Witch Doctor.
Neben ihrer Schauspielkarriere war Margia Dean auch als Filmproduzentin tätig, darunter 1961 für den Western The Long Rope sowie 1964 für die Horrorkomödie The Horror of It All. Sie produzierte zudem fürs Fernsehen. Dean war zweimal verheiratet: Von 1939 bis zur Scheidung im Jahr 1945 mit Hal Fischer und seit 1965 mit Felipe Alvarez. Nach ihrer Filmkarriere war sie als Vizepräsidentin eines Maklerbüros tätig, arbeitete als Restauratorin und betrieb ein Modegeschäft. Zudem setzte sie Dean bis ins hohe Alter für Wohltätigkeitszwecke ein. So war sie unter anderem noch 2003 als Vorleserin für Blinde aktiv.

## Filmografie (Auswahl)

### Als Schauspielerin
- 1944: Casanova in Burlesque
- 1944: Call of the South Seas
- 1944: The Desert Hawk
- 1944: Minstrel Man
- 1945: Die Macht des Whistler (The Power of the Whistler)
- 1947: Liebe auf den zweiten Blick (Living in a Big Way)
- 1948: Shep Come Home
- 1949: Ich erschoß Jesse James (I Shot Jesse James)
- 1949: Der Geisterschütze (Rimfire)
- 1949: Rache im Ring (Ringside)
- 1949: Grand Canyon
- 1949: Das Erbe von Monte Christo (Treasure of Monte Cristo)
- 1949: Hände hoch, Old Boy! (Red Desert)
- 1949: Cowboy-Gangster (Tough Assignment)
- 1950: Der Baron von Arizona (The Baron of Arizona)
- 1950: Jack der Killer (Western Pacific Agent)
- 1950: Gangster von Chicago (Hi-Jacked)
- 1950: Die Rückkehr von Jesse James (The Return of Jesse James)
- 1950: Zorros Tochter (Bandit Queen)
- 1951: Mädchen im Geheimdienst (FBI Girl)
- 1951: Trommeln der Wildnis (Savage Drums)
- 1951: Meuterei im Morgengrauen (Inside the Walls of Folsom Prison)
- 1952: Hyänen der Unterwelt (Loan Shark)
- 1955: The Lonesome Trail
- 1955: Schock (The Quatermass Xperiment)
- 1955: Der Sheriff von Lincoln-City (Last of the Desperados)
- 1956: Bungalow der Frauen (The Revolt of Mamie Stover)
- 1956: Im Lande Zorros (Stagecoach to Fury)
- 1958: König der Banditen (Villa!!)
- 1958: Ambush at Cimarron Pass
- 1961: Flucht aus der Hölle (Seven Women from Hell)
- 1961: Die große Attraktion (The Big Show)
- 1964: Moro Witch Doctor

### Als Produzentin
- 1961: The Long Rope
- 1964: The Horror of It All